# Ludwik Spitznagel
Ludwik Szpitznagel lub Ludwik Spitznagel ps. U.G.W.,  U.U.W.(ur. 9 stycznia 1807 w Wilnie, zm. 26 lutego 1827 w Snowie w powiecie nowogródzkim) – polski poeta epoki romantyzmu, orientalista, tłumacz, poliglota, przyjaciel Juliusza Słowackiego

## Życiorys
Był synem profesora Uniwersytetu Wileńskiego Ferdynanda Spitznagela. Studentem owej uczelni został już w wieku 15 lat, a studia ukończył w wieku 18 lat (1824). W 1823 roku założył niewielki związek studencki, którego członkowie mieli "kształcić się najusilniej, a szczególnie w matematyce", zwany "Związkiem szpicnaglowskim".
Po ukończeniu w 1826 studiów w Instytucie Orientalnym w Petersburgu, otrzymał nominację na tłumacza w konsulacie rosyjskim w Aleksandrii. Opuszczając Wilno w drodze na placówkę w Aleksandrii, w majątku Rdułtowskich w Snowie, w niewyjaśnionych okolicznościach, zginął śmiercią samobójczą strzelając sobie „prosto w serce”.
Był najbliższym przyjacielem Juliusza Słowackiego; stał się bohaterem i adresatem wielu wierszy jego oraz innych poetów, Zygmunta Karskiego min. Do Ludwika Szpitznagla, Godzina myśli, Kordian czy "Ludwik Spitznagel".
Był krzewicielem orientalizmu. Miał uczyć w Wilnie języków orientalnych Adama Mickiewicza, ale żaden z nich o tym nie wspomina. Znał szesnaście języków obcych (grekę, łacinę, rosyjski, francuski, włoski, niemiecki, angielski, hiszpański, litewski, węgierski, arabski, perski, turecki, hebrajski, aramejski i chaldejski) i rozpoczynał karierę dyplomaty.
Stanisław Burkot w eseju Tajemnice Ludwika Spitznagla wysuwa teorię, że samobójstwo w Snowie było sfingowane w celu ukrycia prawdziwego zadania jakie otrzymał Spitznagel w służbie dyplomacji rosyjskiej. Wraz z Augustem Żabą, również orientalistą i kolegą z Wilna, miał jako tajny agent wspierać powstanie Greków przeciw Turcji.